# Calle de Buitrago
La calle de Buitrago es una vía pública de la ciudad española de Segovia.

## Descripción
La vía nace de la plaza de Somorrostro y discurre hasta llegar a la de Santa Eulalia. Debe su nombre a Antonio y Pedro Buitrago, comuneros que batallaron bajo las órdenes de Juan Bravo en la guerra de las Comunidades de Castilla. Hasta el encauzamiento del río Clamores, hubo a lo largo de la calle varios pontones para salvar su paso.
En Guía y plano de Segovia (1906), obra de Félix Gila y Fidalgo, se menciona lo siguiente:

La calle de Buitragos, que cruza el arroyo Clamores, hoy alcantarillado, debe su antiguo nombre á Antonio y Pedro Buitrago, compañeros de Juan Bravo y capitanes de las huestes comuneras.
(Gila y Fidalgo, 1906, p. 226)

También aparece descrita en Las calles de Segovia (1918) de Mariano Sáez y Romero, en este caso con las siguientes palabras:

Buitrago.—Entra por la calle de la Muerte y la Vida y sale a la plazuela de Santa Eulalia. Hace honor el nombre de esta calle a la memoria de los valerosos caudillos comuneros segovianos Antonio y Pedro de Buitrago, que a las órdenes del ínclito Juan Bravo, dirigían y mandaban las escuadras de que era general el noble segoviano. [...] Cruzaba esta calle anteriormente, hasta que comenzaron las obras de su encauzamiento, el arroyo Clamores, que ahora va subterráneo, salvándose antes su paso por varios pontones que había en este barrio de Santa Eulalia y en el de San Millán, hoy en su mayor parte desaparecidos.
(Sáez y Romero, 1918, pp. 20-21)